# Lista över avsnitt av Cityakuten
Avsnittsguide för den amerikanska dramaserien Cityakuten, som sändes i NBC från 1994 och fram till 2009. 

## Avsnitt

### Säsong 1
| Nr i serien | Nr i säsongen | Titel                         | Regissör              | Manus                                     | Sändningsdatum    | Prod. kod | Tittarsiffror (miljoner) |
| ----------- | ------------- | ----------------------------- | --------------------- | ----------------------------------------- | ----------------- | --------- | ------------------------ |
| 1           | 1             | "24 Hours"                    | Rod Holcomb           | Michael Crichton                          | 19 september 1994 | 475079    | 23.8                     |
| 2           | 2             | "Day One"                     | Mimi Leder            | John Wells                                | 22 september 1994 | 455601    | 23.0                     |
| 3           | 3             | "Going Home"                  | Mark Tinker           | Lydia Woodward                            | 29 september 1994 | 455602    | 23.9                     |
| 4           | 4             | "Hit and Run"                 | Mimi Leder            | Paul Manning                              | 6 oktober 1994    | 455604    | 26.8                     |
| 5           | 5             | "Into That Good Night"        | Charles Haid          | Robert Nathan                             | 13 oktober 1994   | 455603    | 26.7                     |
| 6           | 6             | "Chicago Heat"                | Elodie Keene          | Neal Baer och John Wells                  | 20 oktober 1994   | 455605    | 27.3                     |
| 7           | 7             | "Another Perfect Day"         | Vern Gillum           | Lance Gentile och Lydia Woodward          | 3 november 1994   | 455606    | 25.7                     |
| 8           | 8             | "9½ Hours"                    | James Hayman          | Robert Nathan                             | 10 november 1994  | 456607    | 28.3                     |
| 9           | 9             | "ER Confidential"             | Daniel Sackheim       | Paul Manning                              | 17 november 1994  | 456608    | 24.5                     |
| 10          | 10            | "Blizzard"                    | Mimi Leder            | Neal Baer, Paul Manning och Lance Gentile | 8 december 1994   | 456609    | 29.1                     |
| 11          | 11            | "The Gift"                    | Félix Enríquez Alcalá | Neal Baer                                 | 15 december 1994  | 456610    | 27.8                     |
| 12          | 12            | "Happy New Year"              | Charles Haid          | Lydia Woodward                            | 5 januari 1995    | 456611    | 30.4                     |
| 13          | 13            | "Luck of the Draw"            | Rod Holcomb           | Paul Manning                              | 12 januari 1995   | 456612    | 31.2                     |
| 14          | 14            | "Long Day's Journey"          | Anita Addison         | Robert Nathan                             | 19 januari 1995   | 456613    | 34.0                     |
| 15          | 15            | "Feb 5, '95"                  | James Hayman          | John Wells                                | 2 februari 1995   | 456614    | 34.0                     |
| 16          | 16            | "Make of Two Hearts"          | Mimi Leder            | Lydia Woodward                            | 9 februari 1995   | 456615    | 34.2                     |
| 17          | 17            | "The Birthday Party"          | Elodie Keene          | John Wells                                | 16 februari 1995  | 456616    | 32.7                     |
| 18          | 18            | "Sleepless in Chicago"        | Christopher Chulack   | Paul Manning                              | 23 februari 1995  | 456617    | 35.0                     |
| 19          | 19            | "Love's Labor Lost"           | Mimi Leder            | Lance Gentile                             | 9 mars 1995       | 456618    | 34.4                     |
| 20          | 20            | "Full Moon, Saturday Night"   | Donna Deitch          | Neal Baer                                 | 30 mars 1995      | 456619    | 32.9                     |
| 21          | 21            | "House of Cards"              | Fred Gerber           | Tracey Stern                              | 6 april 1995      | 456620    | 35.3                     |
| 22          | 22            | "Men Plan, God Laughs"        | Christopher Chulack   | Robert Nathan                             | 27 april 1995     | 456621    | 33.5                     |
| 23          | 23            | "Love Among the Ruins"        | Fred Gerber           | Paul Manning                              | 4 maj 1995        | 456622    | 31.5                     |
| 24          | 24            | "Motherhood"                  | Quentin Tarantino     | Lydia Woodward                            | 11 maj 1995       | 456623    | 33.1                     |
| 25          | 25            | "Everything Old Is New Again" | Mimi Leder            | John Wells                                | 18 maj 1995       | 456624    | 33.6                     |

### Säsong 2
| Nr i serien | Nr i säsongen | Titel                         | Regissör              | Manus                                                                  | Sändningsdatum    | Prod. kod | Tittarsiffror (miljoner) |
| ----------- | ------------- | ----------------------------- | --------------------- | ---------------------------------------------------------------------- | ----------------- | --------- | ------------------------ |
| 26          | 1             | "Welcome Back, Carter!"       | Mimi Leder            | John Wells                                                             | 21 september 1995 | 457201    | 37.5                     |
| 27          | 2             | "Summer Run"                  | Eric Laneuville       | Lydia Woodward                                                         | 28 september 1995 | 457202    | 33.7                     |
| 28          | 3             | "Do One, Teach One, Kill One" | Félix Enríquez Alcalá | Paul Manning                                                           | 5 oktober 1995    | 457203    | 35.6                     |
| 29          | 4             | "What Life?"                  | Dean Parisot          | Carol Flint                                                            | 12 oktober 1995   | 457204    | 35.5                     |
| 30          | 5             | "And Baby Makes Two"          | Lesli Linka Glatter   | Anne Kenney                                                            | 19 oktober 1995   | 457205    | 35.3                     |
| 31          | 6             | "Days Like This"              | Mimi Leder            | Lydia Woodward                                                         | 2 november 1995   | 457206    | 35.3                     |
| 32          | 7             | "Hell and High Water"         | Christopher Chulack   | Neal Baer                                                              | 9 november 1995   | 457207    | 42.0                     |
| 33          | 8             | "The Secret Sharer"           | Thomas Schlamme       | Paul Manning                                                           | 16 november 1995  | 457208    | 39.4                     |
| 34          | 9             | "Home"                        | Donna Deitch          | Tracey Stern                                                           | 7 december 1995   | 457209    | 35.0                     |
| 35          | 10            | "A Miracle Happens Here"      | Mimi Leder            | Carol Flint                                                            | 14 december 1995  | 457210    | 34.9                     |
| 36          | 11            | "Dead of Winter"              | Whitney Ransick       | John Wells                                                             | 4 januari 1996    | 457211    | 37.6                     |
| 37          | 12            | "True Lies"                   | Lesli Linka Glatter   | Lance Gentile                                                          | 25 januari 1996   | 457212    | 34.6                     |
| 38          | 13            | "It's Not Easy Being Greene"  | Christopher Chulack   | Paul Manning                                                           | 1 februari 1996   | 457213    | 35.9                     |
| 39          | 14            | "The Right Thing"             | Richard Thorpe        | Lydia Woodward                                                         | 8 februari 1996   | 457214    | 38.1                     |
| 40          | 15            | "Baby Shower"                 | Barnet Kellman        | Synopsis av : Belinda Casas Wells & Carol Flint Manus av : Carol Flint | 15 februari 1996  | 457215    | 36.4                     |
| 41          | 16            | "The Healers"                 | Mimi Leder            | John Wells                                                             | 22 februari 1996  | 457216    | 36.0                     |
| 42          | 17            | "The Match Game"              | Thomas Schlamme       | Neal Baer                                                              | 28 mars 1996      | 457217    | 36.0                     |
| 43          | 18            | "A Shift in the Night"        | Lance Gentile         | Joe Sachs                                                              | 4 april 1996      | 457218    | 33.2                     |
| 44          | 19            | "Fire in the Belly"           | Félix Enríquez Alcalá | Paul Manning                                                           | 25 april 1996     | 457219    | 32.2                     |
| 45          | 20            | "Fevers of Unknown Origin"    | Richard Thorpe        | Carol Flint                                                            | 2 maj 1996        | 457220    | 34.3                     |
| 46          | 21            | "Take These Broken Wings"     | Anthony Edwards       | Lydia Woodward                                                         | 9 maj 1996        | 457221    | 32.0                     |
| 47          | 22            | "John Carter, M.D."           | Christopher Chulack   | John Wells                                                             | 16 maj 1996       | 457222    | 34.3                     |

### Säsong 3
| Nr i serien | Nr i säsongen | Titel                                        | Regissör              | Manus                                                                                | Sändningsdatum    | Prod. kod | Tittarsiffror (miljoner) |
| ----------- | ------------- | -------------------------------------------- | --------------------- | ------------------------------------------------------------------------------------ | ----------------- | --------- | ------------------------ |
| 48          | 1             | "Dr. Carter, I Presume"                      | Christopher Chulack   | John Wells                                                                           | 26 september 1996 | 465401    | 34.9                     |
| 49          | 2             | "Let the Games Begin"                        | Tom Moore             | Lydia Woodward                                                                       | 3 oktober 1996    | 465402    | 30.5                     |
| 50          | 3             | "Don't Ask, Don't Tell"                      | Perry Lang            | Synopsis av : Paul Manning & Jason Cahill Manus av : Jason Cahill                    | 10 oktober 1996   | 465403    | 30.0                     |
| 51          | 4             | "Last Call"                                  | Rod Holcomb           | Synopsis av : Samantha Howard Corbin & Carol Flint Manus av : Samantha Howard Corbin | 17 oktober 1996   | 465404    | 32.9                     |
| 52          | 5             | "Ghosts"                                     | Richard Thorpe        | Neal Baer                                                                            | 31 oktober 1996   | 465405    | 31.1                     |
| 53          | 6             | "Fear of Flying"                             | Christopher Chulack   | Lance Gentile                                                                        | 7 november 1996   | 465406    | 36.7                     |
| 54          | 7             | "No Brain, No Gain"                          | David Nutter          | Paul Manning                                                                         | 14 november 1996  | 465407    | 37.4                     |
| 55          | 8             | "Union Station"                              | Tom Moore             | Carol Flint                                                                          | 21 november 1996  | 465408    | 37.0                     |
| 56          | 9             | "Ask Me No Questions, I'll Tell You No Lies" | Paris Barclay         | Synopsis av : Neal Baer & Lydia Woodward Manus av : Barbara Hall                     | 12 december 1996  | 465409    | 32.9                     |
| 57          | 10            | "Homeless for the Holidays"                  | Davis Guggenheim      | Samantha Howard Corbin                                                               | 19 december 1996  | 465410    | 30.5                     |
| 58          | 11            | "Night Shift"                                | Jonathan Kaplan       | Paul Manning                                                                         | 16 januari 1997   | 465411    | 35.9                     |
| 59          | 12            | "Post-Mortem"                                | Jacque Elaine Toberen | Carol Flint                                                                          | 23 januari 1997   | 465412    | 35.1                     |
| 60          | 13            | "Fortune's Fools"                            | Michael Katleman      | Jason Cahill                                                                         | 30 januari 1997   | 465413    | 33.6                     |
| 61          | 14            | "Whose Appy Now?"                            | Félix Enríquez Alcalá | Neal Baer                                                                            | 6 februari 1997   | 465414    | 33.3                     |
| 62          | 15            | "The Long Way Around"                        | Christopher Chulack   | Lydia Woodward                                                                       | 13 februari 1997  | 465415    | 35.9                     |
| 63          | 16            | "Faith"                                      | Jonathan Kaplan       | John Wells                                                                           | 20 februari 1997  | 465416    | 33.8                     |
| 64          | 17            | "Tribes"                                     | Richard Thorpe        | Lance Gentile                                                                        | 10 april 1997     | 465417    | 34.2                     |
| 65          | 18            | "You Bet Your Life"                          | Christopher Chulack   | Paul Manning                                                                         | 17 april 1997     | 465418    | 32.1                     |
| 66          | 19            | "Calling Dr. Hathaway"                       | Paris Barclay         | Synopsis av : Neal Baer Manus av : Jason Cahill & Samantha Howard Corbin             | 24 april 1997     | 465419    | 33.6                     |
| 67          | 20            | "Random Acts"                                | Jonathan Kaplan       | Carol Flint                                                                          | 1 maj 1997        | 465420    | 31.5                     |
| 68          | 21            | "Make A Wish"                                | Richard Thorpe        | Synopsis av : Joe Sachs Manus av : Lydia Woodward                                    | 8 maj 1997        | 465421    | 34.8                     |
| 69          | 22            | "One More for the Road"                      | Christopher Chulack   | John Wells                                                                           | 15 maj 1997       | 465422    | 34.9                     |

### Säsong 4
| Nr i serien | Nr i säsongen | Titel                            | Regissör              | Manus                                          | Sändningsdatum    | Prod. kod | Tittarsiffror (miljoner) |
| ----------- | ------------- | -------------------------------- | --------------------- | ---------------------------------------------- | ----------------- | --------- | ------------------------ |
| 70          | 1             | "Ambush"                         | Thomas Schlamme       | Carol Flint                                    | 25 september 1997 | 466356    | 42.7                     |
| 71          | 2             | "Something New"                  | Christopher Chulack   | Lydia Woodward                                 | 2 oktober 1997    | 466351    | 32.6                     |
| 72          | 3             | "Friendly Fire"                  | Félix Enríquez Alcalá | Walon Green                                    | 9 oktober 1997    | 466352    | 32.1                     |
| 73          | 4             | "When the Bough Breaks"          | Richard Thorpe        | Jack Orman                                     | 16 oktober 1997   | 466353    | 32.8                     |
| 74          | 5             | "Good Touch, Bad Touch"          | Jonathan Kaplan       | David Mills                                    | 30 oktober 1997   | 466354    | 29.2                     |
| 75          | 6             | "Ground Zero"                    | Darnell Martin        | Samantha Howard Corbin                         | 6 november 1997   | 466355    | 32.0                     |
| 76          | 7             | "Fathers and Sons"               | Christopher Chulack   | John Wells                                     | 13 november 1997  | 466357    | 34.7                     |
| 77          | 8             | "Freak Show"                     | Darnell Martin        | Neal Baer                                      | 20 november 1997  | 466358    | 33.4                     |
| 78          | 9             | "Obstruction of Justice"         | Richard Thorpe        | Lance Gentile                                  | 11 december 1997  | 466359    | 31.7                     |
| 79          | 10            | "Do You See What I See?"         | Sarah Pia Anderson    | Synopsis av : Linda Gase Manus av : Jack Orman | 18 december 1997  | 466360    | 32.5                     |
| 80          | 11            | "Think Warm Thoughts"            | Charles Haid          | David Mills                                    | 8 januari 1998    | 466361    | 32.2                     |
| 81          | 12            | "Sharp Relief"                   | Christopher Chulack   | Samantha Howard Corbin                         | 15 januari 1998   | 466362    | 34.4                     |
| 82          | 13            | "Carter's Choice"                | John Wells            | John Wells                                     | 29 januari 1998   | 466363    | 32.8                     |
| 83          | 14            | "Family Practice"                | Charles Haid          | Carol Flint                                    | 5 februari 1998   | 466364    | 31.9                     |
| 84          | 15            | "Exodus"                         | Christopher Chulack   | Walon Green & Joe Sachs                        | 26 februari 1998  | 466365    | 32.8                     |
| 85          | 16            | "My Brother's Keeper"            | Jaque Toberen         | Jack Orman                                     | 5 mars 1998       | 466366    | 30.4                     |
| 86          | 17            | "A Bloody Mess"                  | Richard Thorpe        | Linda Gase                                     | 9 april 1998      | 466367    | 30.9                     |
| 87          | 18            | "Gut Reaction"                   | T.R. Babu Subramaniam | Neal Baer                                      | 16 april 1998     | 466368    | 30.3                     |
| 88          | 19            | "Shades of Grey"                 | Lance Gentile         | Samantha Howard Corbin                         | 23 april 1998     | 466369    | 32.4                     |
| 89          | 20            | "Of Past Regret and Future Fear" | Anthony Edwards       | Jack Orman                                     | 30 april 1998     | 466370    | 30.2                     |
| 90          | 21            | "Suffer the Little Children"     | Christopher Misiano   | Walon Green                                    | 7 maj 1998        | 466371    | 33.8                     |
| 91          | 22            | "A Hole in the Heart"            | Lesli Linka Glatter   | Lydia Woodward                                 | 14 maj 1998       | 466372    | 47.8                     |

### Säsong 5
| Nr i serien | Nr i säsongen | Titel                            | Regissör                      | Manus                                                                              | Sändningsdatum                   | Prod. kod    | Tittarsiffror (miljoner) |
| ----------- | ------------- | -------------------------------- | ----------------------------- | ---------------------------------------------------------------------------------- | -------------------------------- | ------------ | ------------------------ |
| 92          | 1             | "Day For Knight"                 | Christopher Chulack           | Lydia Woodward                                                                     | 24 september 1998                | 467551       | 31.86                    |
| 93          | 2             | "Split Second"                   | Christopher Misiano           | Carol Flint                                                                        | 1 oktober 1998                   | 467552       | 30.63                    |
| 94          | 3             | "They Treat Horses, Don't They?" | T.R. Babu Subramaniam         | Walon Green                                                                        | 8 oktober 1998                   | 467553       | 29.34                    |
| 95          | 4             | "Vanishing Act"                  | Lesli Linka Glatter           | Jack Orman                                                                         | 15 oktober 1998                  | 467554       | N/A                      |
| 96          | 5             | "Masquerade"                     | Steve De Jarnatt              | Synopsis av : Joe Sachs & Samantha Howard Corbin Manus av : Samantha Howard Corbin | 29 oktober 1998                  | 467555       | 29.14                    |
| 97          | 6             | "Stuck on You"                   | David Nutter                  | Synopsis av : Neal Baer & Linda Gase Manus av : Neal Baer                          | 5 november 1998                  | 467556       | N/A                      |
| 98          | 7             | "Hazed and Confused"             | Jonathan Kaplan               | Synopsis av : David Mills & Carol Flint Manus av : David Mills                     | 12 november 1998                 | 467557       | 28.97                    |
| 99          | 8             | "The Good Fight"                 | Christopher Chulack           | Jack Orman                                                                         | 19 november 1998                 | 467558       | N/A                      |
| 100         | 9             | "Good Luck, Ruth Johnson"        | Rod Holcomb                   | Lydia Woodward                                                                     | 10 december 1998                 | 467559       | 29.97                    |
| 101         | 10            | "The Miracle Worker"             | Lesli Linka Glatter           | Paul Manning                                                                       | 17 december 1998                 | 467560       | N/A                      |
| 102         | 11            | "Nobody Doesn't Like Amanda Lee" | Richard Thorpe                | Linda Gase                                                                         | 7 januari 1999                   | 467561       | N/A                      |
| 103         | 12            | "Double Blind"                   | Dave Chameides                | Carol Flint                                                                        | 21 januari 1999                  | 467562       | 30.48                    |
| 104         | 13            | "Choosing Joi"                   | Christopher Chulack           | Lydia Woodward                                                                     | 4 februari 1999                  | 467563       | N/A                      |
| 105106      | 1415          | "The Storm"                      | John WellsChristopher Chulack | John Wells                                                                         | 11 februari 199918 februari 1999 | 467564467565 | 31.9235.70               |
| 107         | 16            | "Middle of Nowhere"              | Jonathan Kaplan               | Carol Flint & Neal Baer                                                            | 25 februari 1999                 | 467566       | 30.26                    |
| 108         | 17            | "Sticks and Stones"              | Félix Enríquez Alcalá         | Joe Sachs                                                                          | 25 mars 1999                     | 467567       | 26.36                    |
| 109         | 18            | "Point of Origin"                | Christopher Misiano           | Christopher Mack                                                                   | 8 april 1999                     | 467568       | 26.10                    |
| 110         | 19            | "Rites of Spring"                | Jonathan Kaplan               | David Mills                                                                        | 29 april 1999                    | 467569       | 26.56                    |
| 111         | 20            | "Power"                          | Laura Innes                   | Carol Flint                                                                        | 6 maj 1999                       | 467570       | N/A                      |
| 112         | 21            | "Responsible Parties"            | Christopher Chulack           | Jack Orman                                                                         | 13 maj 1999                      | 467571       | 27.53                    |
| 113         | 22            | "Getting to Know You"            | Jonathan Kaplan               | Lydia Woodward                                                                     | 20 maj 1999                      | 467572       | N/A                      |

### Säsong 6
| Nr | Titel                         | Regissör              | Författare              | Första sändningsdatum i USA |
| -- | ----------------------------- | --------------------- | ----------------------- | --------------------------- |
| 1  | Leave It to Weaver            | Jonathan Kaplan       | Lydia Woodward          | 30 september 1999           |
| 2  | Last Rites                    | Felix Enriquez Alcala | Jack Orman              | 7 oktober 1999              |
| 3  | Greene With Envy              | Peter Markle          | Patrick Harbinson       | 14 oktober 1999             |
| 4  | Sins Of the Fathers           | Ken Kwapis            | Doug Palau              | 21 oktober 1999             |
| 5  | Truth & Consequences          | Steve De Jarnett      | R. Scott Gemill         | 4 november 1999             |
| 6  | The Peace Of Wild Things      | Richard Thorpe        | John Wells              | 12 november 1999            |
| 7  | Humpty Dumpty                 | Jonathan Kaplan       | Neal Baer               | 18 november 1999            |
| 8  | Great Expectations            | Christopher Misiano   | Jack Orman              | 25 november 1999            |
| 9  | How the Finch Stole Christmas | Fred Einesman         | Linda Gase              | 16 december 1999            |
| 10 | Family Matters                | Anthony Edwards       | Patrick Harbinson       | 6 januari 2000              |
| 11 | The Domino Heart              | Lesli Linka Glatter   | Joe Sachs               | 13 januari 2000             |
| 12 | Abby Road                     | Richard Thorpe        | R. Scott Gemmill        | 3 februari 2000             |
| 13 | Be Still My Heart             | Laura Innes           | Lydia Woodward          | 10 februari 2000            |
| 14 | All In the Family             | Jonathan Kaplan       | Jack Orman              | 17 februari 2000            |
| 15 | Be Patient                    | Ken Kwapis            | Sandy Kroopf            | 24 februari 2000            |
| 16 | Under Control                 | Christopher Misiano   | Neal Baer och Joe Sachs | 23 mars 2000                |
| 17 | Viable Options                | Marita Grabiak        | Patrick Harbinson       | 6 april 2000                |
| 18 | Match Made In Heaven          | Jonathan Kaplan       | Scott Gemmill           | 13 april 2000               |
| 19 | The Fastest Year              | Richard Thorpe        | Lydia Woodward          | 27 april 2000               |
| 20 | Loose Ends                    | Kevin Hooks           | Neal Baer               | 4 maj 2000                  |
| 21 | Such Sweet Sorrow             | John Wells            | John Wells              | 11 maj 2000                 |
| 22 | May Day                       | Jonathan Kaplan       | Jack Orman              | 18 maj 2000                 |

### Säsong 7
| Nr | Titel                   | Regissör              | Författare                        | Första sändningsdatum i USA |
| -- | ----------------------- | --------------------- | --------------------------------- | --------------------------- |
| 1  | Homecoming              | Jonathan Kaplan       | Jack Orman                        | 12 oktober 2000             |
| 2  | Sand and Water          | Christopher Misiano   | Jack Orman                        | 19 oktober 2000             |
| 3  | Mars Attacks            | Paris Barclay         | R. Scott Gemmill                  | 26 oktober 2000             |
| 4  | Benton Backwards        | Richard Thorpe        | Dee Johnson                       | 2 november 2000             |
| 5  | Flight of Fancy         | Lesli Linka Glatter   | Joe Sachs och Walon Green         | 9 november 2000             |
| 6  | The Visit               | Jonathan Kaplan       | John Wells                        | 16 november 2000            |
| 7  | Rescue Me               | Christopher Chulack   | Neal Baer                         | 23 november 2000            |
| 8  | The Dance We Do         | Christopher Misiano   | Jack Orman                        | 7 december 2000             |
| 9  | The Greatest of Gifts   | Jonathan Kaplan       | Elizabeth Hunter                  | 14 december 2000            |
| 10 | Piece of Mind           | David Nutter          | Tom Garrigus och R. Scott Gemmill | 4 januari 2001              |
| 11 | Rock, Paper, Scissors   | Jonathan Kaplan       | Dee Johnson                       | 1 januari 2001              |
| 12 | Surrender               | Felix Enriquez Alcala | Scott Gemmill och Joe Sachs       | 1 februari 2001             |
| 13 | Thy Will Be Done        | Richard Thorpe        | Meredith Stiehm och Joe Sachs     | 8 februari 2001             |
| 14 | A Walk in the Woods     | John Wells            | John Wells                        | 15 februari 2001            |
| 15 | The Crossing            | Jonathan Kaplan       | Jack Orman                        | 22 februari 2001            |
| 16 | Witch Hunt              | Guy Norman Bee        | R. Scott Gemmill                  | 1 mars 2001                 |
| 17 | Survival of the Fittest | Marita Grabiak        | Joe Sachs                         | 29 mars 2001                |
| 18 | April Showers           | Christopher Misiano   | Tom Garrigus och Dee Johnsonl     | 19 april 2001               |
| 19 | Sailing Away            | Laura Innes           | Jack Orman och Meredith Stiehm    | 26 april 2001               |
| 20 | Fear of Commitment      | Anthony Edwards       | R. Scott Gemmill                  | 5 maj 2001                  |
| 21 | Where the Heart Is      | Richard Thorpe        | Dee Johnson och Meredith Stiehm   | 10 maj 2001                 |
| 22 | Rampage                 | Jonathan Kaplan       | Joe Sachs och Jack Orman          | 18 maj 2001                 |

### Säsong 8
| Nr | Titel                         | Regissör               | Författare                            | Första sändningsdatum i USA |
| -- | ----------------------------- | ---------------------- | ------------------------------------- | --------------------------- |
| 1  | Four Corners                  | Christopher Misiano    | Jack Orman och David Zabel            | 27 september 2001           |
| 2  | The Longer You Stay           | Jonathan Kaplan        | Jack Orman                            | 4 oktober 2001              |
| 3  | Blood, Sugar, Sex, Magic      | Richard Thorpe         | R. Scott Gemmill och Elizabeth Hunter | 11 oktober 2001             |
| 4  | Never Say Never               | Felix Enriquez Alcala  | Dee Johnson                           | 18 oktober 2001             |
| 5  | Start All Over Again          | Vondie Curtis-Hall     | Joe Sachs                             | 25 oktober 2001             |
| 6  | Supplies and Demands          | Jonathan Kaplan        | Meredith Stiehm                       | 1 november 2001             |
| 7  | If I Should Fall From Grace   | Laura Innes            | R. Scott Gemmill                      | 8 november 2001             |
| 8  | Partly Cloudy, Chance of Rain | David Nutter           | Jack Orman                            | 15 november 2001            |
| 9  | Quo Vadis?                    | Richard Thorpe         | Joe Sachs och David Zabel             | 22 november 2001            |
| 10 | I'll Be Home for Christmas    | Jonathan Kaplan        | Dee Johnson och Meredith Stiehm       | 13 december 2001            |
| 11 | Beyond Repair                 | Alan J. Levi           | Jack Orman och R. Scott Gemmill       | 10 januari 2002             |
| 12 | A River in Egypt              | Jesús Salvador Treviño | David Zabel                           | 17 januari 2002             |
| 13 | Damage is Done                | Nelson McCormick       | Dee Johnson                           | 31 januari 2002             |
| 14 | A Simple Twist of Fate        | Christopher Chulack    | Jack Orman                            | 7 februari 2002             |
| 15 | It's All in Your Head         | Vondie Curtis-Hall     | R. Scott Gemmill                      | 28 februari 2002            |
| 16 | Secrets and Lies              | Richard Thorpe         | John Wells                            | 7 mars 2002                 |
| 17 | Bygones                       | Jessica Yu             | Elizabeth Hunter och Meredith Stiehm  | 28 mars 2002                |
| 18 | Orion in the Sky              | Jonathan Kaplan        | David Zabel                           | 4 april 2002                |
| 19 | Brothers and Sisters          | Nelson McCormick       | R. Scott Gemmill                      | 25 april 2002               |
| 20 | The Letter                    | Jack Orman             | Jack Orman                            | 2 maj 2002                  |
| 21 | On the Beach                  | John Wells             | John Wells                            | 19 maj 2002                 |
| 22 | Lockdown                      | Jonathan Kaplan        | Dee Johnson och Joe Sachs             | 18 maj 2002                 |

### Säsong 9
| Nr | Titel                         | Regissör              | Författare                        | Första sändningsdatum i USA |
| -- | ----------------------------- | --------------------- | --------------------------------- | --------------------------- |
| 1  | Chaos Theory                  | Jonathan Kaplan       | Jack Orman och R. Scott Gemmill   | 26 september 2002           |
| 2  | Dead Again                    | Richard Thorpe        | Dee Johnson                       | 3 oktober 2002              |
| 3  | Insurrection                  | Charles Haid          | Yahlin Chang och Jack Orman       | 10 oktober 2002             |
| 4  | Walk Like a Man               | Felix Enriquez Alcala | David Zabel                       | 17 oktober 2002             |
| 5  | A Hopeless Wound              | Laura Innes           | Julie Herbert & Joe Sachs         | 31 oktober 2002             |
| 6  | One Can Only Hope             | Jonathan Kaplan       | Bruce Miller                      | 7 november 2002             |
| 7  | Tell Me Where It Hurts        | Richard Thorpe        | R. Scott Gemmill                  | 14 november 2002            |
| 8  | First Snowfall                | Jack Orman            | Jack Orman                        | 21 november 2002            |
| 9  | Next of Kin                   | Paul McCrane          | Dee Johnson                       | 5 december 2002             |
| 10 | Hindsight                     | David Nutter          | David Zabel                       | 12 december 2002            |
| 11 | A Little Help from My Friends | Alan J. Levi          | Julie Hebert                      | 9 januari 2003              |
| 12 | A Saint in the City           | Peggy Rajski          | Bruce Miller                      | 16 januari 2003             |
| 13 | No Good Deed Goes Unpunished  | Nelson McCormick      | R. Scott Gemmill                  | 30 januari 2003             |
| 14 | No Strings Attached           | Peggy Rajski          | Bruce Miller                      | 6 februari 2003             |
| 15 | A Boy Falling Out of the Sky  | Charles Haid          | Yahlin Chang och R. Scott Gemmill | 13 februari 2003            |
| 16 | A Thousand Cranes             | Jonathan Kaplan       | Tracey Young                      | 20 februari 2003            |
| 17 | The Advocate                  | Julie Herbert         | Joe Sachs                         | 13 mars 2003                |
| 18 | Finders Keepers               | Babu Subramaniam      | Dee Johnson                       | 3 april 2003                |
| 19 | Things Change                 | Richard Thorpe        | R. Scott Gemmill                  | 24 april 2003               |
| 20 | Foreign Affairs               | Jonathan Kaplan       | David Zabel                       | 1 maj 2003                  |
| 21 | On the Beach                  | Jack Orman            | Jack Orman                        | 8 maj 2003                  |
| 22 | Kisangani                     | Christopher Chulack   | John Wells                        | 15 maj 2003                 |

### Säsong 10
| Nr | Titel               | Regissör              | Författare       | Första sändningsdatum i USA |
| -- | ------------------- | --------------------- | ---------------- | --------------------------- |
| 1  | Now What?           | Jonathan Kaplan       | John Wells       | 25 september 2003           |
| 2  | The Lost            | Christopher Chulack   | John Wells       | 2 oktober 2003              |
| 3  | Dear Abby           | Christopher Chulack   | R. Scott Gemmill | 9 oktober 2003              |
| 4  | Shifts Happen       | Julie Hébert          | Dee Johnson      | 23 oktober 2003             |
| 5  | Out of Africa       | Jonathan Kaplan       | David Zabel      | 30 oktober 2003             |
| 6  | The Greater Good    | Richard Thorpe        | R. Scott Gemmill | 6 november 2003             |
| 7  | Death and Taxes     | Felix Enriquez Alcala | Dee Johnson      | 13 november 2003            |
| 8  | Freefall            | Christopher Chulack   | Joe Sachs        | 20 november 2003            |
| 9  | Missing             | Jonathan Kaplan       | David Zabel      | 4 december 2003             |
| 10 | Makemba             | Christopher Chulack   | John Wells       | 11 december 2003            |
| 11 | Touch and Go        | Richard Thorpe        | Mark Morocco     | 8 januari 2004              |
| 12 | NICU                | Laura Innes           | Lisa Zwerling    | 15 januari 2004             |
| 13 | Get Carter          | Lesli Linka Glatter   | R. Scott Gemmill | 5 februari 2004             |
| 14 | Impulse Control     | Jonathan Kaplan       | Yahlin Chang     | 12 februari 2004            |
| 15 | Blood Relations     | Nelson McCormick      | Dee Johnson      | 19 februari 2004            |
| 16 | Forgive and Forget  | Christopher Chulack   | Bruce Miller     | 26 februari 2004            |
| 17 | The Student         | Paul McCrane          | David Zabel      | 1 april 2004                |
| 18 | Where There's Smoke | Tawnia McKiernan      | Jacy Young       | 8 april 2004                |
| 19 | Just a Touch        | Richard Thorpe        | R. Scott Gemmill | 22 april 2004               |
| 20 | Abby Normal         | Jonathan Kaplan       | David Zabel      | 29 april 2004               |
| 21 | Midnight            | Julie Hébert          | John Wells       | 6 maj 2004                  |
| 22 | Drive               | Jonathan Kaplan       | Dee Johnson      | 13 maj 2004                 |

### Säsong 11
| Nr | Titel                           | Regissör            | Författare                       | Första sändningsdatum i USA |
| -- | ------------------------------- | ------------------- | -------------------------------- | --------------------------- |
| 1  | One for the Road                | Christopher Chulack | Joe Sachs                        | 23 september 2004           |
| 2  | Damaged                         | Paul McCrane        | David Zabel                      | 7 oktober 2004              |
| 3  | Try Carter                      | Jonathan Kaplan     | R. Scott Gemmill                 | 14 oktober 2004             |
| 4  | Fear                            | Lesli Linka Glatter | Dee Johnson                      | 21 oktober 2004             |
| 5  | An Intern's Guide to the Galaxy | Arthur Albert       | Lisa Zwerling                    | 4 november 2004             |
| 6  | Time of Death                   | Christopher Chulack | David Zabel                      | 11 november 2004            |
| 7  | White Guy, Dark Hair            | Nelson McCormick    | Lydia Woodward                   | 18 november 2004            |
| 8  | A Shot in the Dark              | Jonathan Kaplan     | Joe Sachs                        | 2 december 2004             |
| 9  | 'Twas the Night                 | Julie Hébert        | Julie Hébert                     | 9 december 2004             |
| 10 | Skin                            | Stephen Cragg       | Dee Johnson                      | 13 januari 2005             |
| 11 | Only Connect                    | Jonathan Kaplan     | Yahlin Chang                     | 20 januari 2005             |
| 12 | The Providers                   | Christopher Chulack | David Zabel                      | 27 januari 2005             |
| 13 | Middleman                       | Ernest Dickerson    | Lisa Zwerling                    | 3 februari 2005             |
| 14 | Just As I Am                    | Richard Thorpe      | Lydia Woodward                   | 10 februari 2005            |
| 15 | Alone in a Crowd                | Jonathan Kaplan     | Dee Johnson                      | 17 februari 2005            |
| 16 | Here and There                  | Christopher Chulack | David Zabel                      | 24 februari 2005            |
| 17 | Back in the World               | Jonathan Kaplan     | David Zabel och Lisa Zwerling    | 24 mars 2005                |
| 18 | Refusal of Care                 | Gloria Muzio        | Joe Sachs                        | 21 april 2005               |
| 19 | Ruby Redux                      | Paul McCrane        | Lydia Woodward och Lisa Zwerling | 28 april 2005               |
| 20 | You Are Here                    | Ernest Dickerson    | Karen Maser och Dee Johnson      | 5 maj 2005                  |
| 21 | Carter est Amoureux             | Christopher Chulack | John Wells                       | 12 maj 2005                 |
| 22 | The Show Must Go On             | John Wells          | David Zabel                      | 19 maj 2005                 |

### Säsong 12
| Nr | Titel                                  | Regissör              | Författare                              | Första sändningsdatum i USA | Första sändningsdatum i Sverige |
| -- | -------------------------------------- | --------------------- | --------------------------------------- | --------------------------- | ------------------------------- |
| 1  | Cañon City                             | Christopher Chulack   | John Wells, Joe Sachs och Lisa Zwerling | 22 september 2005           |                                 |
| 2  | Nobody's Baby                          | Laura Innes           | R. Scott Gemmill                        | 29 september 2005           |                                 |
| 3  | Man With No Name                       | Christopher Chulack   | David Zabel                             | 6 oktober 2005              |                                 |
| 4  | Blame It On The Rain                   | Paul McCrane          | R. Scott Gemmill                        | 13 oktober 2005             |                                 |
| 5  | Wake Up                                | Arthur Albert         | Janine Sherman Barrois                  | 20 oktober 2005             |                                 |
| 6  | Dream House                            | Stephen Cragg         | David Zabel                             | 3 november 2005             |                                 |
| 7  | The Human Shield                       | Laura Innes           | R. Scott Gemmill                        | 10 november 2005            |                                 |
| 8  | Two Ships                              | Christopher Chulack   | Joe Sacks och Virgil Williams           | 17 november 2005            |                                 |
| 9  | I Do                                   | Gloria Muzio          | Lydia Woodward                          | 1 december 2005             |                                 |
| 10 | All About Christmas Eve                | Lesli Linka Glatter   | Janine Sherman Barrios                  | 8 december 2005             |                                 |
| 11 | If Not Now                             | John E. Gallagher III | David Zabel                             | 5 januari 2006              |                                 |
| 12 | Split Decisions                        | Richard Thorpe        | R. Scott Gemmill                        | 12 januari 2006             |                                 |
| 13 | Body and Soul                          | Paul McCrane          | Joe Sachs                               | 2 februari 2006             |                                 |
| 14 | Quintessence of Dust                   | Joanna Kerns          | David Zabel och Lisa Zwerling           | 9 februari 2006             |                                 |
| 15 | Darfur                                 | Richard Thorpe        | Janine Sherman Barrois                  | 2 mars 2006                 | 16 oktober 2006                 |
| 16 | Out on a Limb                          | Lesli Linka Glatter   | Karen Maser                             | 16 mars 2006                | 23 oktober 2006                 |
| 17 | Lost In America                        | Steven Cragg          | Lisa Zwerling                           | 23 mars 2006                | 30 oktober 2006                 |
| 18 | Strange Bedfellows                     | Laura Innes           | Virgil Williams                         | 30 mars 2006                | 6 november 2006                 |
| 19 | No Place to Hide                       | Skipp Sudduth         | Lydia Woodward                          | 27 april 2006               | 13 november 2006                |
| 20 | There Are No Angels Here               | Christopher Chulack   | R. Scott Gemmill och David Zabel        | 4 maj 2006                  | 20 november 2006                |
| 21 | The Gallant Hero and The Tragic Victor | Steve Shill           | R. Scott Gemmill                        | 11 maj 2006                 | 27 november 2006                |
| 22 | Twenty-One Guns                        | Nelson McCormick      | David Zabel                             | 18 maj 2006                 | 4 december 2006                 |

### Säsong 13
| Nr | Titel                    | Regissör            | Författare                     | Första sändningsdatum i USA             |
| -- | ------------------------ | ------------------- | ------------------------------ | --------------------------------------- |
| 1  | Bloodline                | Stephen Cragg       | Joe Sachs & David Zabel        | 21 september 2006 [säsongspremiär]      |
| 2  | Graduation Day           | Joanna Kerns        | Janine Sherman & Lisa Zwerling | 28 september 2006                       |
| 3  | Somebody to Love         | Stephen Cragg       | David Zabel                    | 5 oktober 2006                          |
| 4  | Parenthood               | Tawnia McKiernan    | R. Scott Gemmill               | 12 oktober 2006                         |
| 5  | Ames v. Kovac            | Richard Thorpe      | Joe Sachs                      | 19 oktober 2006                         |
| 6  | Heart of the Matter      | Andrew Bernstein    | Janine Sherman                 | 2 november 2006                         |
| 7  | Jigsaw                   | John Wells          | Virgil Williams                | 9 november 2006                         |
| 8  | Reason to Believe        | Ernest R. Dickerson | R. Scott Gemmill & David Zabel | 16 november 2006                        |
| 9  | Scoop And run            | Stephen Cragg       | Lisa Zwerling                  | 23 november 2006                        |
| 10 | Tell Me No Secrets...    | Laura Innes         | Karen Maser                    | 30 november 2006                        |
| 11 | City of Mercy            | Stephen Cragg       | David Zabel & Lisa Zwerling    | 7 december 2006                         |
| 12 | Breach of Trust          | Skipp Sudduth       | Janine Sherman                 | 4 januari 2007                          |
| 13 | A House Divided          | Andrew Bernstein    | R. Scott Gemmill               | 11 januari 2007                         |
| 14 | Murmurs of the Heart     | Christopher Chulack | -                              | 1 februari 2007                         |
| 15 | Dying is Easy            | Tawnia McKiernan    | -                              | 8 februari 2007                         |
| 16 | Crisis of Conscience     | Steve Shill         | -                              | 15 februari 2007                        |
| 17 | From Here To Paternity   | -                   | Virgil Williams                | 22 februari 2007                        |
| 18 | Photographs and Memories | Stephen Cragg       | Karen Maser                    | 12 april 2007                           |
| 19 | Family Business          | Richard Thorpe      | Joe Sachs                      | 19 april 2007                           |
| 20 | Lights Out               | -                   | -                              | 26 april 2007                           |
| 21 | I Don't                  | -                   | -                              | 3 maj 2007 [extra långt specialavsnitt] |
| 22 | Sea Change               | -                   | -                              | 10 maj 2007                             |
| 23 | The Honeymoon is Over    | -                   | -                              | 17 maj 2007 [säsongsfinal]              |

### Säsong 14
| Nr | Titel                    | Regissör                    | Författare                  | Första sändningsdatum i USA            |
| -- | ------------------------ | --------------------------- | --------------------------- | -------------------------------------- |
| 1  | The War Comes Home       | Stephen Cragg               | Joe Sachs & David Zabel     | 27 september 2007 [säsongspremiär]     |
| 2  | In a Different Light     | Richard Torpe               | Lisa Zwerling & Karen Maser | 4 oktober 2007                         |
| 3  | Officer Down             | Christopher Chulack         | Janine Sherman Barrois      | 11 oktober 2007                        |
| 4  | Gravity                  | Stephen Cragg               | Virgil Williams             | 18 oktober 2007                        |
| 5  | Under the Influence      | Anthony Hemingway           | Joe Sachs                   | 25 oktober 2007                        |
| 6  | The Test                 | Felix Enriquez Alcalá       | Lisa Zwerling               | 1 november 2007                        |
| 7  | Blackout                 | Christopher Chulack         | David Zabel                 | 8 november 2007                        |
| 8  | Coming Home              | Laura Innes                 | David Zabel                 | 15 november 2007                       |
| 9  | Skye's the Limit         | Paul McCrane                | Karen Maser                 | 29 november 2007                       |
| 10 | 300 Patients             | John Wells                  | Joe Sachs & David Zabel     | 6 december 2007 - (avsnitt nummer 300) |
| 11 | Status Quo               | Stephen Cragg               | Janine Sherman Barrois      | 3 januari 2008                         |
| 12 | Believe the Unseen       | Rob Hardy                   | Virgil Williams             | 10 januari 2008                        |
| 13 | Atonement                | Lisa Zwerling               | Stephen Cragg               | 17 januari 2008                        |
| 14 | Owner of a Broken Heart  | David Zabel & Joe Sachs     | Christopher Chulack         | 10 april 2008                          |
| 15 | …As the Day She Was Born | Shannon Goss                | Tawnia McKiernan            | 17 april 2008                          |
| 16 | Truth Will Out           | Karen Maser & Lisa Zwerling | Andrew Bernstein            | 24 april 2008                          |
| 17 | Under Pressure           | Janine Sherman Barrois      | Stephen Cragg               | 1 maj 2008                             |
| 18 | Tandem Repeats           | Virgil Williams             | Anthony Hemingway           | 8 maj 2008                             |
| 19 | The Chicago Way          | David Zabel & Lisa Zwerling | Christopher Chulack         | 15 maj 2008                            |

### Säsong 15
Den femtonde säsongen blev också den sista av Cityakuten. Till mitten av januari har i Sverige hittills visats t.o.m. avsnitt 7 och det är därefter paus på TV3. 
| Nr | Titel                      | Regissör            | Författare             | Första sändningsdatum i USA |
| -- | -------------------------- | ------------------- | ---------------------- | --------------------------- |
| 1  | Life After Death           | Christopher Misiano | Joe Sachs              | 25 september 2008           |
| 2  | Another Thursday at County | Paul McCrane        | Lisa Zwerling          | 9 oktober 2008              |
| 3  | The Book Of Abby           | Christopher Chulack | David Zabel            | 16 oktober 2008             |
| 4  | Parental Guidance          | John E. Gallagher   | Janine Sherman Barrois | 23 oktober 2008             |
| 5  | Haunted                    | Christopher Chulack | Karen Maser            | 30 oktober 2008             |
| 6  | Oh, Brother                | Stephen Cragg       | Virgil Williams        | 6 november 2008             |
| 7  | Heal Thyself               | David Zabel         | David Zabel            | 13 november 2008            |
| 8  | Age of Innocence           | Paul McCrane        | Janine Sherman Barrois | 20 november 2008            |
| 9  | Let it Snow                | Charles Haid        | Joe Sachs              | 4 december 2008             |
| 10 | The High Holiday           | Lesli Linka Glatter | Shannon Goss           | 11 december 2008            |
| 11 | Separation Anxiety         | Terence Nightingall | Virgil Williams        | 8 januari 2009              |
| 12 | Dream Runner               | Andrew Bernstein    | Lisa Zwerling          | 15 januari 2009             |
| 13 | Love Is A Battlefield      | -                   | -                      | 22 januari 2009             |
| 14 | -                          | -                   | -                      | -                           |
| 15 | -                          | -                   | -                      | -                           |
| 16 | -                          | -                   | -                      | -                           |
| 17 | -                          | -                   | -                      | -                           |
| 18 | -                          | -                   | -                      | -                           |
| 19 | -                          | -                   | -                      | -                           |
| 20 | -                          | -                   | -                      | -                           |
| 21 | -                          | -                   | -                      | -                           |
| 22 | -                          | -                   | -                      | -                           |

### Fotnoter
1. ↑  ”ER” (på engelska). TV.Com. http://www.tv.com/shows/er/. Läst 25 januari 2017.
2. 1 2 3 4 5 6 7 8 9  ”Nielsen Ratings - September-December 1994”. USA Today. Arkiverad från originalet den juni 16, 2012. https://web.archive.org/web/20120616225945/http://anythingkiss.com/pi_feedback_challenge/Ratings/19950306-19950528_TVRatings.pdf. Läst 15 maj 2015.
3. 1 2 3 4 5 6 7 8 9  ”Nielsen Ratings - December-March 1995”. Zap2it. Arkiverad från originalet den mars 4, 2016. https://web.archive.org/web/20160304054425/http://anythingkiss.com/pi_feedback_challenge/Ratings/19941205-19950305_TVRatings.pdf. Läst 15 maj 2015.
4. 1 2 3 4 5 6 7  ”Nielsen Ratings - March-May 1995”. USA Today. Arkiverad från originalet den juni 16, 2012. https://web.archive.org/web/20120616225945/http://anythingkiss.com/pi_feedback_challenge/Ratings/19950306-19950528_TVRatings.pdf. Läst 15 maj 2015.
5. 1 2 3 4 5 6 7 8  ”Nielsen Ratings: September-November 1995”. USA Today. Arkiverad från originalet den 16 december 2013. https://web.archive.org/web/20131216071210/http://anythingkiss.com/pi_feedback_challenge/Ratings/19950918-19951126_TVRatings.pdf. Läst 22 maj 2015.
6. 1 2 3 4 5 6 7 8  ”Nielsen Ratings: November-February 1996”. USA Today. Arkiverad från originalet den 16 december 2013. https://web.archive.org/web/20131216071616/http://anythingkiss.com/pi_feedback_challenge/Ratings/19951127-19960225_TVRatings.pdf. Läst 22 maj 2015.
7. 1 2 3 4 5 6  ”Nielsen Ratings: February-May 1996”. USA Today. Arkiverad från originalet den 16 december 2013. https://web.archive.org/web/20131216071727/http://anythingkiss.com/pi_feedback_challenge/Ratings/19960226-19960526_TVRatings.pdf. Läst 22 maj 2015.
8. 1 2 3 4  ”Nielsen Ratings - September-October 1996”. USA Today. Arkiverad från originalet den 17 september 2018. https://web.archive.org/web/20180917215517/http://anythingkiss.com/pi_feedback_challenge/Ratings/19960916-19961027_TVRatings.pdf. Läst 13 juli 2015.
9. 1 2 3 4  ”Nielsen Ratings - November 1996”. USA Today. Arkiverad från originalet den 17 september 2018. https://web.archive.org/web/20180917215453/http://anythingkiss.com/pi_feedback_challenge/Ratings/19961028-19961201_TVRatings.pdf. Läst 13 juli 2015.
10. 1 2  ”Nielsen Ratings - December 1996”. USA Today. Arkiverad från originalet den 28 april 2019. https://web.archive.org/web/20190428025915/http://anythingkiss.com/pi_feedback_challenge/Ratings/19961202-19961229_TVRatings.pdf. Läst 13 juli 2015.
11. 1 2  ”Nielsen Ratings - January 1997”. USA Today. Arkiverad från originalet den mars 4, 2016. https://web.archive.org/web/20160304055727/http://anythingkiss.com/pi_feedback_challenge/Ratings/19961230-19970126_TVRatings.pdf. Läst 13 juli 2015.
12. 1 2 3 4  ”Nielsen Ratings - February 1997”. USA Today. Arkiverad från originalet den 18 september 2018. https://web.archive.org/web/20180918012051/http://anythingkiss.com/pi_feedback_challenge/Ratings/19970127-19970302_TVRatings.pdf. Läst 13 juli 2015.
13. 1 2 3  ”Nielsen Ratings - April 1997”. USA Today. Arkiverad från originalet den 28 april 2019. https://web.archive.org/web/20190428025915/http://anythingkiss.com/pi_feedback_challenge/Ratings/19961202-19961229_TVRatings.pdf. Läst 13 juli 2015.
14. 1 2 3  ”Nielsen Ratings - May 1997”. USA Today. Arkiverad från originalet den 16 december 2013. https://web.archive.org/web/20131216071935/http://anythingkiss.com/pi_feedback_challenge/Ratings/19970428-19970601_TVRatings.pdf. Läst 13 juli 2015.
15. ↑  ”Nielsen Ratings: September 22-28, 1997”. USA Today. Arkiverad från originalet den 16 december 2013. https://web.archive.org/web/20131216072857/http://anythingkiss.com/pi_feedback_challenge/Ratings/19970922_TVRatings.pdf. Läst 19 juli 2015.
16. ↑  ”Nielsen Ratings: September 29-October 5, 1997”. USA Today. Arkiverad från originalet den 16 december 2013. https://web.archive.org/web/20131216072743/http://anythingkiss.com/pi_feedback_challenge/Ratings/19970929_TVRatings.pdf. Läst 19 juli 2015.
17. ↑  ”Nielsen Ratings: October 6-12, 1997”. USA Today. Arkiverad från originalet den mars 3, 2016. https://web.archive.org/web/20160303234543/http://anythingkiss.com/pi_feedback_challenge/Ratings/19971006_TVRatings.pdf. Läst 19 juli 2015.
18. ↑  ”Nielsen Ratings: October 13-19, 1997”. USA Today. Arkiverad från originalet den 16 december 2013. https://web.archive.org/web/20131216072532/http://anythingkiss.com/pi_feedback_challenge/Ratings/19971013_TVRatings.pdf. Läst 19 juli 2015.
19. ↑  ”Nielsen Ratings: October 27-November 2, 1997”. USA Today. Arkiverad från originalet den 3 april 2019. https://web.archive.org/web/20190403215804/http://anythingkiss.com/pi_feedback_challenge/Ratings/19971027_TVRatings.pdf. Läst 19 juli 2015.
20. ↑  ”Nielsen Ratings: November 3-9, 1997”. USA Today. Arkiverad från originalet den 16 december 2013. https://web.archive.org/web/20131216072828/http://anythingkiss.com/pi_feedback_challenge/Ratings/19971103_TVRatings.pdf. Läst 19 juli 2015.
21. ↑  ”Nielsen Ratings: November 10-16, 1997”. USA Today. Arkiverad från originalet den mars 3, 2016. https://web.archive.org/web/20160303224158/http://anythingkiss.com/pi_feedback_challenge/Ratings/19971110_TVRatings.pdf. Läst 19 juli 2015.
22. ↑  ”Nielsen Ratings: November 17-23, 1997”. USA Today. Arkiverad från originalet den 3 april 2019. https://web.archive.org/web/20190403231321/http://anythingkiss.com/pi_feedback_challenge/Ratings/19971117_TVRatings.pdf. Läst 19 juli 2015.
23. ↑  ”Nielsen Ratings: December 8-14, 1997”. USA Today. Arkiverad från originalet den mars 4, 2016. https://web.archive.org/web/20160304000003/http://anythingkiss.com/pi_feedback_challenge/Ratings/19971208_TVRatings.pdf. Läst 19 juli 2015.
24. ↑  ”Nielsen Ratings: December 15-21, 1997”. USA Today. Arkiverad från originalet den mars 4, 2016. https://web.archive.org/web/20160304055314/http://anythingkiss.com/pi_feedback_challenge/Ratings/19971215_TVRatings.pdf. Läst 19 juli 2015.
25. ↑  ”Nielsen Ratings: January 5-11, 1998”. USA Today. Arkiverad från originalet den mars 3, 2016. https://web.archive.org/web/20160303223850/http://anythingkiss.com/pi_feedback_challenge/Ratings/19980105_TVRatings.pdf. Läst 19 juli 2015.
26. ↑  ”Nielsen Ratings: January 12-18, 1998”. USA Today. Arkiverad från originalet den mars 4, 2016. https://web.archive.org/web/20160304055808/http://anythingkiss.com/pi_feedback_challenge/Ratings/19980112_TVRatings.pdf. Läst 19 juli 2015.
27. ↑  ”Nielsen Ratings: January 26-February 1, 1998”. USA Today. Arkiverad från originalet den 16 december 2013. https://web.archive.org/web/20131216072601/http://anythingkiss.com/pi_feedback_challenge/Ratings/19980126_TVRatings.pdf. Läst 19 juli 2015.
28. ↑  ”Nielsen Ratings: February 2-8, 1998”. USA Today. Arkiverad från originalet den februari 21, 2016. https://web.archive.org/web/20160221233516/http://anythingkiss.com/pi_feedback_challenge/Ratings/19980202_TVRatings.pdf. Läst 19 juli 2015.
29. ↑  ”Nielsen Ratings: February 23-March 1, 1998”. USA Today. Arkiverad från originalet den 16 december 2013. https://web.archive.org/web/20131216072503/http://anythingkiss.com/pi_feedback_challenge/Ratings/19980223_TVRatings.pdf. Läst 19 juli 2015.
30. ↑  ”Nielsen Ratings: March 2-8, 1998”. USA Today. Arkiverad från originalet den mars 3, 2016. https://web.archive.org/web/20160303214712/http://anythingkiss.com/pi_feedback_challenge/Ratings/19980302_TVRatings.pdf. Läst 19 juli 2015.
31. ↑  ”Nielsen Ratings: April 6-12, 1998” ( PDF). USA Today. Arkiverad från originalet den 21 juli 2015. https://web.archive.org/web/20150721171423/http://anythingkiss.com/pi_feedback_challenge/Ratings/19980404_TVRatings.pdf. Läst 19 juli 2015.
32. ↑  ”Nielsen Ratings: April 13-19, 1998”. USA Today. Arkiverad från originalet den mars 3, 2016. https://web.archive.org/web/20160303221313/http://anythingkiss.com/pi_feedback_challenge/Ratings/19980413_TVRatings.pdf. Läst 19 juli 2015.
33. ↑  ”Nielsen Ratings: April 20-26, 1998”. USA Today. Arkiverad från originalet den 17 december 2014. https://web.archive.org/web/20141217002744/http://anythingkiss.com/pi_feedback_challenge/Ratings/19980420_TVRatings.pdf. Läst 19 juli 2015.
34. ↑  ”Nielsen Ratings: April 27-May 3, 1998”. USA Today. Arkiverad från originalet den mars 4, 2016. https://web.archive.org/web/20160304054705/http://anythingkiss.com/pi_feedback_challenge/Ratings/19980427_TVRatings.pdf. Läst 19 juli 2015.
35. ↑  ”Nielsen Ratings: May 4-10, 1998”. USA Today. Arkiverad från originalet den 24 december 2013. https://web.archive.org/web/20131224105042/http://anythingkiss.com/pi_feedback_challenge/Ratings/19980504_TVRatings.pdf. Läst 19 juli 2015.
36. ↑  ”Nielsen Ratings: May 11-17, 1998”. USA Today. Arkiverad från originalet den mars 4, 2016. https://web.archive.org/web/20160304054559/http://anythingkiss.com/pi_feedback_challenge/Ratings/19980511_TVRatings.pdf. Läst 19 juli 2015.
37. ↑  ”Dateline: Events/Week Of September 25, 1998 In News, Pop Culture, Tech, Celebrity, Entertainment  & Fascinating Facts”. Mr. Pop Culture. http://www.mrpopculture.com/1998/44-1998/704-september-25-1998. Läst 20 juli 2015.
38. ↑  ”Dateline: Events/Week Of October 1, 1998 In News, Pop Culture, Tech, Celebrity, Entertainment  & Fascinating Facts”. Mr. Pop Culture. http://www.mrpopculture.com/1998/44-1998/705-october-1-1998. Läst 20 juli 2015.
39. ↑  ”Dateline: Events/Week Of October 8, 1998 In News, Pop Culture, Tech, Celebrity, Entertainment  & Fascinating Facts”. Mr. Pop Culture. http://www.mrpopculture.com/1998/44-1998/706-october-8-1998. Läst 20 juli 2015.
40. ↑  ”Dateline: Events/Week Of November 1, 1998 In News, Pop Culture, Tech, Celebrity, Entertainment  & Fascinating Facts”. Mr. Pop Culture. http://www.mrpopculture.com/1998/44-1998/709-november-1-1998. Läst 20 juli 2015.
41. ↑  ”Dateline: Events/Week Of November 15, 1998 In News, Pop Culture, Tech, Celebrity, Entertainment  & Fascinating Facts”. Mr. Pop Culture. http://www.mrpopculture.com/1998/44-1998/711-november-15-1998. Läst 20 juli 2015.
42. ↑  ”Dateline: Events/Week of December 15, 1998 In News, Pop Culture, Tech, Celebrity, Entertainment & Fascinating Facts”. Mr. Pop Culture. http://www.mrpopculture.com/1998/44-1998/715-december-15-1998. Läst 20 juli 2015.
43. ↑  ”Dateline: Week Of January 24, 1999 In News, Pop Culture, Tech, Celebrity, Entertainment  & Fascinating Facts”. Mr. Pop Culture. http://www.mrpopculture.com/1999/45-1999/624-january-22-1999. Läst 20 juli 2015.
44. ↑  Lowry, Brian (18 februari 1999). ”Viewers Don't Take Shining to ABC's 'Storm'”. The Los Angeles Times. Arkiverad från originalet den mars 12, 2016. https://web.archive.org/web/20160312123637/http://articles.latimes.com/1999/feb/18/entertainment/ca-9202/2. Läst 11 mars 2016.
45. ↑  Haithman, Diane (20 februari 1999). ”Arts And Entertainment Reports From The Times, News Services And The Nation's Press.”. The Los Angeles Times. http://articles.latimes.com/1999/feb/20/entertainment/ca-9771. Läst 11 mars 2016.
46. ↑  ”Dateline: Week Of March 1, 1999 In News, Pop Culture, Tech, Celebrity, Entertainment  & Fascinating Facts”. Mr. Pop Culture. http://www.mrpopculture.com/1999/45-1999/630-march-1-1999. Läst 20 juli 2015.
47. ↑  ”New Episode Has `Er' Ratings Feeling A Little Better Again”. Chicago Tribune. 3 april 1999. Arkiverad från originalet den juli 22, 2015. https://web.archive.org/web/20150722123941/http://articles.chicagotribune.com/1999-04-03/news/9904030173_1_viewers-nielsen-reports-guardian-angel. Läst 20 juli 2015.
48. ↑  ”Dateline: Week Of April 8, 1999 In News, Pop Culture, Tech, Celebrity, Entertainment  & Fascinating Facts”. Mr. Pop Culture. http://www.mrpopculture.com/1999/45-1999/635-april-8-1999. Läst 20 juli 2015.
49. ↑  Lowry, Brian (5 maj 1999). ”'Noah's Ark' Takes NBC to Higher Ground”. The Los Angeles Times. Arkiverad från originalet den mars 12, 2016. https://web.archive.org/web/20160312122415/http://articles.latimes.com/1999/may/05/entertainment/ca-33982/2. Läst 11 mars 2016.
50. ↑  ”Dateline: Week Of May 15, 1999 In News, Pop Culture, Tech, Celebrity, Entertainment  & Fascinating Facts”. Mr. Pop Culture. http://www.mrpopculture.com/1999/45-1999/639-may-15-1999. Läst 20 juli 2015.